# Демографија Србије
Демографија Србије обухвата приказ демографске структуре Републике Србије. Према попису из 2022. године, који не обухвата податке за АП Косово и Метохија), пописани део Србије има 6.647.003 становника. Од тога 75% становништва живи у градовима, док је проценат писменог становништва 98,0%. Стопа рађања је 1,63 деце у просеку по свакој жени. Просечна дужина живота становника је 73 године (мушкарци 70, жене 76).

## Историја

### Античко доба
У античком добу, подручје данашње Србије насељавало је више индоевропских народа. У питању су била различита племена Илира, Трачана и Келта. У географском смислу, Илири су насељавали западне, Трачани источне, а Келти северне делове данашње Србије. Касније су се појавили и Римљани и Сармати. Током римске власти, локално становништво је постепено романизовано, а од остатака овог становништва ће настати популације касније познате под именом Власи.
Иако су у већем делу античког доба становници територије данашње Србије углавном били пагани, део подручја данашње Србије око Сирмијума и Сингидунума је представљао један од раних центара ширења хришћанства у Римском царству.

### Доба Сеобе народа и средњи век
Током Сеобе народа, подручје данашње Србије су населили германски (Готи, Гепиди, Ломбарди) и туркијски народи (Хуни, Авари, Прабугари), а такође и Словени. На овом подручју су у мањој мери становали и византијски Грци, а касније се досељавају и Мађари. Крајем средњег века, на територију данашње Србије долазе и османски Турци.
Након раскола хришћанске цркве 1054. године, на подручју данашње Србије је доминирало православље, док се са севера ширио католицизам, а са југоистока богумилство.
- Словени у 6–7. веку
- Етнички састав територије данашње Србије у 6–8. веку
- Словени у 7–8. веку
- Верска мапа територије данашње Србије у време Великог раскола 1054. године
- Верска мапа територије данашње Србије у 14. веку.

### Нови век
Током османске владавине, на подручју данашње Србије су, поред православних Срба, живели и исламизовани Срби, а у мањем броју и Турци, Арапи, Јевреји, Роми, Цинцари и Грци. Крајем 17. и у првој половини 18. века, када северни делови територије данашње Србије долазе под управу Хабзбуршке монархије, на ове просторе се почињу насељавати Немци, Мађари, Словаци, Русини, Румуни и други.
- Верска мапа територије данашње Србије у 16–17. веку.

### Од 19. до почетка 20. века
- Слика српског језичног простора према Павлу Ј. Шафарику, Праг 1842. године
- Етничка карта Балкана 1918. године

## Кретање становништва у Србији
| Година | Становништво | Број живорођених | Број умрлих | Природни прираштај | Стопа наталитета | Стопа смртности | Смртност одојчади | Стопа природног прираштаја |
| ------ | ------------ | ---------------- | ----------- | ------------------ | ---------------- | --------------- | ----------------- | -------------------------- |
| 1961.  | 7.641.962    | 155.783          | 69.749      | 86.034             | 20.4             | 9.1             | 82.9              | 11.3                       |
| 1962.  | 7.722.440    | 151.344          | 77.854      | 73.490             | 19.6             | 10.1            | 87.1              | 9.5                        |
| 1963.  | 7.802.916    | 149.849          | 70.201      | 79.648             | 19.2             | 9.0             | 78.2              | 10.2                       |
| 1964.  | 7.883.392    | 146.404          | 74.831      | 71.573             | 18.6             | 9.5             | 78.2              | 9.1                        |
| 1965.  | 7.963.870    | 150.268          | 70.623      | 79.645             | 18.9             | 8.9             | 74.9              | 10.0                       |
| 1966.  | 8.044.352    | 146.204          | 65.737      | 80.467             | 18.2             | 8.2             | 62.8              | 10.0                       |
| 1967.  | 8.124.823    | 147.492          | 74.223      | 73.269             | 18.2             | 9.1             | 63.8              | 9.1                        |
| 1968.  | 8.205.302    | 148.248          | 71.713      | 76.535             | 18.1             | 8.7             | 59.4              | 9.4                        |
| 1969.  | 8.285.777    | 151.958          | 79.044      | 72.914             | 18.3             | 9.5             | 58.7              | 8.8                        |
| 1970.  | 8.366.253    | 146.949          | 78.040      | 68.909             | 17.6             | 9.3             | 56.3              | 8.3                        |
| 1971.  | 8.446.726    | 151.130          | 76.184      | 74.946             | 17.9             | 9.0             | 53.1              | 8.9                        |
| 1972.  | 8.533.427    | 154.802          | 81.092      | 73.710             | 18.1             | 9.5             | 46.9              | 8.6                        |
| 1973.  | 8.620.128    | 156.075          | 77.510      | 78.565             | 18.1             | 9.0             | 47.7              | 9.1                        |
| 1974.  | 8.706.830    | 160.305          | 76.532      | 83.773             | 18.4             | 8.8             | 45.3              | 9.6                        |
| 1975.  | 8.793.530    | 162.255          | 79.608      | 82.647             | 18.5             | 9.1             | 44.0              | 9.4                        |
| 1976.  | 8.880.239    | 165.390          | 78.714      | 86.676             | 18.6             | 8.9             | 39.9              | 9.7                        |
| 1977.  | 8.966.931    | 161.359          | 78.735      | 82.624             | 18.0             | 8.8             | 39.6              | 9.2                        |
| 1978.  | 9.053.636    | 159.649          | 81.762      | 77.887             | 17.6             | 9.0             | 37.8              | 8.6                        |
| 1979.  | 9.140.333    | 158.078          | 81.881      | 76.197             | 17.3             | 9.0             | 38.2              | 8.3                        |
| 1980.  | 9.227.037    | 162.744          | 85.089      | 77.655             | 17.6             | 9.2             | 33.9              | 8.4                        |
| 1981.  | 9.313.686    | 151.518          | 87.763      | 63.755             | 16.3             | 9.4             | 35.0              | 6.9                        |
| 1982.  | 9.360.219    | 159.440          | 88.952      | 70.488             | 17.0             | 9.5             | 36.5              | 7.5                        |
| 1983.  | 9.406.748    | 157.648          | 94.546      | 63.102             | 16.8             | 10.1            | 36.6              | 6.7                        |
| 1984.  | 9.453.281    | 162.279          | 93.315      | 68.964             | 17.2             | 9.9             | 31.9              | 7.3                        |
| 1985.  | 9.499.808    | 155.863          | 93.662      | 62.201             | 16.4             | 9.9             | 33.7              | 6.5                        |
| 1986.  | 9.546.347    | 153.938          | 94.423      | 59.515             | 16.1             | 9.9             | 32.0              | 6.2                        |
| 1987.  | 9.592.873    | 154.500          | 93.733      | 60.767             | 16.1             | 9.8             | 30.2              | 6.3                        |
| 1988.  | 9.639.402    | 153.754          | 93.873      | 59.881             | 16.0             | 9.7             | 30.5              | 6.3                        |
| 1989.  | 9.685.933    | 144.926          | 95.437      | 49.489             | 15.0             | 9.9             | 30.2              | 5.1                        |
| 1990.  | 9.732.464    | 145.642          | 93.729      | 51.913             | 15.0             | 9.6             | 23.2              | 5.4                        |
| 1991.  | 9.789.795    | 142.641          | 97.598      | 45.043             | 14.6             | 10.0            | 21.6              | 4.6                        |
| 1992.  | 9.835.190    | 131.295          | 101.479     | 29.816             | 13.3             | 10.3            | 22.3              | 3.0                        |
| 1993.  | 9.878.582    | 132.063          | 102.925     | 29.138             | 13.4             | 10.4            | 22.3              | 3.0                        |
| 1994.  | 9.918.975    | 128.742          | 100.678     | 28.064             | 13.0             | 10.2            | 18.6              | 2.8                        |
| 1995.  | 9.961.370    | 131.012          | 102.604     | 28.408             | 13.2             | 10.3            | 17.2              | 2.9                        |
| 1996.  | 10.005.763   | 128.589          | 106.762     | 21.827             | 12.9             | 10.7            | 15.1              | 2.2                        |
| 1997.  | 10.047.159   | 122.636          | 106.692     | 15.944             | 12.2             | 10.6            | 14.2              | 1.6                        |
| 1998.  | 7.867.551    | 76.330           | 99.376      | −23.046            | 9.7              | 12.6            | 11.6              | −2.9                       |
| 1999.  | 7.873.944    | 72.222           | 101.444     | −29.222            | 9.2              | 12.9            | 11.0              | −3.7                       |
| 2000.  | 7.880.338    | 73.764           | 104.042     | −30.278            | 9.4              | 13.2            | 10.6              | −3.8                       |
| 2001.  | 7.886.732    | 78.435           | 99.008      | −20.573            | 9.9              | 12.6            | 10.2              | −2.7                       |
| 2002.  | 7.500.031    | 78.101           | 102.785     | −24.684            | 10.4             | 13.7            | 10.1              | −3.3                       |
| 2003.  | 7.480.591    | 79.025           | 103.946     | −24.921            | 10.6             | 13.9            | 9.0               | −3.3                       |
| 2004.  | 7.463.157    | 78.186           | 104.320     | −26.134            | 10.5             | 14.0            | 8.1               | −3.5                       |
| 2005.  | 7.440.769    | 72.180           | 106.771     | −34.591            | 9.7              | 14.3            | 8.0               | −4.6                       |
| 2006.  | 7.411.569    | 70.997           | 102.884     | −31.887            | 9.6              | 13.9            | 7.4               | −4.3                       |
| 2007.  | 7.381.579    | 68.102           | 102.805     | −34.703            | 9.2              | 13.9            | 7.1               | −4.7                       |
| 2008.  | 7.350.222    | 69.083           | 102.711     | −33.628            | 9.4              | 14.0            | 6.7               | −4.6                       |
| 2009.  | 7.320.807    | 70.299           | 104.000     | −33.701            | 9.6              | 14.2            | 7.0               | −4.6                       |
| 2010.  | 7.291.436    | 68.304           | 103.211     | −34.907            | 9.4              | 14.2            | 6.7               | −4.8                       |
| 2011.  | 7.236.519    | 65.598           | 102.935     | −37.337            | 9.1              | 14.2            | 6.3               | −5.2                       |
| 2012.  | 7.201.497    | 67.257           | 102.400     | −35.143            | 9.3              | 14.2            | 6.2               | −4.9                       |
| 2013.  | 7.166.553    | 65.554           | 100.300     | −34.746            | 9.1              | 14.0            | 6.3               | −4.8                       |
| 2014.  | 7.131.787    | 66.461           | 101.247     | −34.786            | 9.3              | 14.2            | 5.7               | −4.9                       |
| 2015.  | 7.095.383    | 65.657           | 103.678     | −38.021            | 9.3              | 14.6            | 5.3               | −5.3                       |
| 2016.  | 7.058.322    | 64.734           | 100.834     | −36.100            | 9.2              | 14.3            | 5.4               | −5.1                       |
| 2017.  | 7.020.858    | 64.894           | 103.722     | −38.828            | 9.2              | 14.8            | 4.7               | −5.5                       |
| 2018.  | 6.982.604    | 63.975           | 101.655     | −37.680            | 9.2              | 14.6            | 4.9               | −5.4                       |
| 2019.  | 6.945.235    | 64.399           | 101.458     | −37.059            | 9.3              | 14.6            | 4.8               | −5.3                       |
| 2020.  | 6.899.126    | 61.692           | 116.850     | −55.158            | 8.9              | 16.9            | 5.0               | −8.0                       |
| 2021.  | 6.834.326    | 62.180           | 136.622     | −74.442            | 9.1              | 20.0            | 4.7               | −10.9                      |
| 2022.  | 6.664.449    | 62.700           | 109.203     | −46.503            | 9.4              | 16.4            | 4.0               | −7.0                       |
| 2023.  | 6.623.183    | 61.052           | 97.081      | −36.029            | 9.2              | 14.7            | 4.7               | −5.4                       |

## Пописи становништва

### 1834—1863.
| Година | Становништво |
| ------ | ------------ |
| 1834.  | 678.192      |
| 1841.  | 828.895      |
| 1843.  | 859.545      |
| 1846.  | 915.080      |
| 1850.  | 956.893      |
| 1854.  | 998.919      |
| 1859.  | 1.078.281    |
| 1863.  | 1.108.668    |

### 1866.
| Етничка припадност | Број      | %    |
| ------------------ | --------- | ---- |
| Срби               | 1.058.223 | 87   |
| Власи              | 127.716   | 10.5 |
| Роми               | 25.543    | 2.1  |
| Остали             | 4.865     | 0.4  |
| Укупно             | 1.216.348 | 100  |

### 1874.
| Година | Становништво |
| ------ | ------------ |
| 1874.  | 1.353.890    |

### 1884.
| Етничка припадност | Број      | %     |
| ------------------ | --------- | ----- |
| Срби               | 1.693.337 | 89,04 |
| Румуни             | 127.716   | 6,72  |
| Роми               | 34.066    | 1,79  |
| Бугари             | 6.749     | 0,35  |
| Немци              | 4.759     | 0,25  |
| Јевреји            | 4.127     | 0,22  |
| Арнаути            | 1.862     | 0,1   |
| Мађари             | 1.311     | 0,07  |
| Чеси               | 1.198     | 0,06  |
| Турци              | 1.099     | 0,06  |
| Грци               | 1.081     | 0,06  |
| Италијани          | 734       | 0,04  |
| Цинцари            | 550       | 0,03  |
| Словаци            | 244       | 0,01  |
| Хрвати             | 237       | 0,01  |
| Пољаци             | 228       | 0,01  |
| Словенци           | 161       | 0,008 |
| Французи           | 124       | 0,007 |
| Руси               | 59        | 0,003 |
| Енглези            | 27        | 0,001 |
| Јермени            | 20        | 0,001 |
| Не зна се          | 22.047    | 1,16  |
| Укупно             | 1.901.736 | 100   |

| Вероисповест   | Број      | %     |
| -------------- | --------- | ----- |
| Православци    | 1.874.174 | 98,55 |
| Мухамеданци    | 14.569    | 0,77  |
| Католици       | 8.092     | 0,43  |
| Мојсијеве вере | 4.160     | 0,22  |
| Протестанти    | 741       | 0,04  |
| Укупно         | 1.901.736 | 100   |

### Пописи становништва 1890–1910. године
| Година пописа | Број становника | Број становника |
| Година пописа | Сталних         | Присутних       |
| ------------- | --------------- | --------------- |
| 1890          | 2.185.488       | 2.161.961       |
| 1895          | 2.341.675       | 2.312.484       |
| 1900          | 2.529.196       | 2.492.882       |
| 1905          | 2.724.859       | 2.688.747       |
| 1910          | 2.922.058       | 2.911.701       |

Главни предмет пописивања од 1890–1910. године било је фактичко (присутно) становништво. Али сви ови пописи регистровали су напоредо и правно (стално) становништво.

## Пописи становништва уКраљевини СХСиКраљевини Југославији

### Попис становништва 1921. године
Простор данашње Србије:
Укупно - 4.807.605
Језички састав:
- српски, хрватски и словеначки - 3.394.467 (70,61%)
- мађарски = 373.001 (7,76%)
- немачки = 349.151 (7,26%)
- арнаутски = 310.334 (6,45%)
- румунски = 219.712 (4,57%)
- турски = 30.600 (0,64%)
- остали словенски језици = 11.621 (0,24%)
- остали и непознато = 118.715 (2,47%)

Покрајина Србија (1918—1922):
Укупно - 4.133.478

## Пописи становништва у Србији од 1948. године

### Попис становништва 1948. године
Укупно - 6,527,966
Етнички састав:
- Срби - 4,823,730 (73.89%)
- Албанци - 532,011 (8.15%)
- Мађари - 433,701 (6.64%)
- Хрвати - 169,864 (2.60%)
- Власи - 93,440 (1.43%)
- Црногорци - 74,860 (1.15%)
- Словаци - 73,140 (1.12%)
- Румуни - 63,130
- Бугари - 59,472
- Роми - 52,181
- Немци - 44,460
- Русини - Украјинци - 22,667
- Словенци - 20,998
- Македонци - 17,917
- неопредељени муслимани - 17,315
- Турци - 1,914
- остали - 30,166

### Попис становништва 1953. године
Укупно - 6,979,154
Етнички састав:
- Срби - 5,152,939 (73.83%)
- Шиптари - 565,513 (8.10%)
- Мађари - 441,907 (6.33%)
- Хрвати - 173,246 (2.48%)
- Црногорци - 86,061 (1.23%)
- Југословени неопредељени - 81,081 (1.16%)
- Словаци - 75,027
- Бугари - 60,146
- Румуни - 59,705
- Роми - 58,800
- Турци - 54,526
- Немци - 46,228
- Власи - 28,047
- Македонци - 27,277
- Русини - Украјинци - 23,720
- Словенци - 20,717
- Јевреји - 1,504
- остали - 20,716
- непознато - 1,994

- Етнички састав Србије по општинама 1953. године

### Попис становништва 1961. године
Укупно - 7.642.227
Етнички састав:
- Срби - 5.704.686 (74,65%)
- Албанци - 699.772 (9,16%)
- Мађари - 449.587 (5,88%)
- Хрвати - 196.409 (2,57%)
- Црногорци - 104.753 (1,37%)
- Муслимани - 93.467 (1,22%)
- Словаци - 77.837 (1,02%)
- Румуни - 59.505 (0,78%)
- Бугари - 58.494 (0,77%)
- Турци - 44.434 (0,58%)
- Македонци - 36.288 (0,47%)
- Русини - Украјинци - 25.658 (0,34%)
- Југословени - 20.079 (0,26%)
- Словенци - 19.957 (0,26%)
- Немци - 14.533 (0,19%)
- Роми - 9.826 (0,13%)
- Руси - 6.984 (0,09%)
- Чеси - 5.133 (0,07%)
- Власи - 1.377 (0,02%)
- Јевреји - 1.250 (0,02%)
- остали - 6.603 (0,09%)
- непознато - 5.604 (0,07%)

- Етнички састав Србије по општинама 1961. године
- Етнички састав Србије по општинама 1961. године
- Удео Срба у Србији по општинама 1961. године

### Попис становништва 1971. године
Укупно - 8.446.591
Етнички састав:
- Срби - 6.016.811 (71,23%)
- Албанци - 984.761 (11,66%)
- Мађари - 430.314 (5,09%)
- Хрвати - 184.913 (2,19%)
- Муслимани - 154.330 (1,83%)
- Црногорци - 125.260 (1,48%)
- Југословени - 123.824 (1,47%)
- Словаци - 76.733 (0,91%)
- Румуни - 57.419 (0,68%)
- Бугари - 53.800 (0,64%)
- Роми - 49.894 (0,59%)
- Македонци - 42.675 (0,51%)
- Русини - 20.608 (0,24%)
- Турци - 18.220 (0,22%)
- Словенци - 15.957 (0,19%)
- Власи - 14.724 (0,17%)
- Немци - 9.086 (0,11%)
- Украјинци - 5.643 (0,07%)
- Руси - 4.746 (0,06%)
- Чеси - 4.149 (0,05%)
- остали - 7.555 (0,09%)
- национално неопредељени - 4.486 (0,05%)
- изјаснили се у смислу регионалне припадности - 10.409 (0,12%)
- непознато - 30.274 (0,36)

- Етнички састав Србије по општинама 1971. године
- Етнички састав Србије по општинама 1971. године
- Удео Срба у Србији по општинама 1971. године

### Попис становништва 1981. године
Укупно - 9.313.676
Етнички састав:
- Срби - 6.182.155 (66,38%)
- Албанци - 1.303.034 (13,99%)
- Југословени - 441.941 (4,75%)
- Мађари - 390.468 (4,19%)
- Муслимани - 215.166 (2,31%)
- Хрвати - 149.368 (1,60%)
- Црногорци - 147.466 (1,58%)
- Роми - 110.956 (1,19%)
- Словаци - 73.207 (0,79%)
- Румуни - 53.693 (0,58%)
- Македонци - 48.986 (0,53%)
- Бугари - 33.455 (0,36%)
- Власи - 25.596 (0,27%)
- Русини - 19.757 (0,21%)
- Турци - 13.890 (0,15%)
- Словенци - 12.006 (0,13%)
- Украјинци - 5.520 (0,06%)
- Немци - 5.302 (0,06%)
- Чеси - 3.225 (0,03%)
- Руси - 2.761 (0,03%)
- Јевреји - 683 (0,01%)
- остали - 17.133 (0,18%)
- национално неопредељени - 7.834 (0,08%)
- изјаснили се у смислу регионалне припадности - 6.848 (0,07%)
- непознато - 43.223 (0,46%)

- Етнички састав Србије по општинама 1981. године
- Етнички састав Србије по општинама 1981. године
- Удео Срба у Србији по општинама 1981. године

### Попис становништва 1991. године
(Попис су бојкотовали Албанци и делови ромског и муслиманског становништва, тако да је на Косову и Метохији пописано само 359.346 становника и од тога Албанаца само 9.091 (2,53%), Муслимана 57.758 (16,07%) и Рома 44.307 (12,33%), по тим подацима Срба је било на КиМ-у 194.190 (54,04%), Црногораца 20.365 (5,67%), Турака 10.445 (2,91%), Хрвата 8.062 (2,24%) и Југословена 3.457 (0,96%). Касније је Савезни завод за статистику уради званичну процену броја становника Албанаца на 1.596.072, Муслимана на 66.189, и Рома на 45.745, а за целокупну територију КиМ је процењено 1.956.196 становника)
- Званична процена:
Укупно - 9.778.991
Етнички састав:
- Срби - 6.446.595 (65,92%)
- Албанци - 1.674.353 (17,12%)
- Мађари - 343.942 (3,52%)
- Југословени - 323.625 (3,31%)
- Муслимани - 246.411 (2,52%)
- Роми - 140.237 (1,43%)
- Црногорци - 139.299 (1,42%)
- Хрвати - 105.406 (1,08%)
- Словаци - 66.798 (0,68%)
- Македонци - 46.046 (0,47%)
- Румуни - 42.331 (0,43%)
- Бугари - 26.876 (0,27%)
- Буњевци - 21.434 (0,22%)
- Русини - 18.073 (0,18%)
- Власи - 17.807 (0,18%)
- Турци - 11.236 (0,11%)
- Словенци - 8.261 (0,08%)
- Немци - 5.263 (0,05%)
- Украјинци - 5.066 (0,05%)
- Чеси - 2.832 (0,03%)
- Руси - 2.576 (0,03%)
- Јевреји - 1.210 (0,01%)
- остали - 17.129 (0,17%)
- национално неопредељени - 10.906 (0,11%)
- изјаснили се у смислу регионалне припадности - 4.912 (0,05%)
- непознато - 50.367 (0,51%)

- Етнички састав Србије по општинама 1991. године
- Етнички састав Србије по општинама 1991. године
- Удео Срба у Србији по општинама 1991. године

- Пописано становништво:
Укупно - 8.118.917
Етнички састав:
- Срби - 6.446.595 (79,40%)
- Мађари - 343.942 (4,24%)
- Југословени - 323.625 (3,99%)
- Муслимани - 237.785 (2,93%)
- Црногорци - 139.299 (1,72%)
- Роми - 138.645 (1,71%)
- Хрвати - 105.406 (1,30%)
- Словаци - 66.798 (0,82%)
- Македонци - 46.046 (0,57%)
- Румуни - 42.331 (0,52%)
- Бугари - 26.876 (0,33%)
- Албанци - 24.497 (0,30%)
- Буњевци - 21.434 (0,26%)
- Русини - 18.073 (0,22%)
- Власи - 17.807 (0,22%)
- Турци - 11.236 (0,14%)
- Словенци - 8.261 (0,10%)
- Немци - 5.263 (0,06%)
- Украјинци - 5.066 (0,06%)
- Чеси - 2.832 (0,03%)
- Руси - 2.576 (0,03%)
- Јевреји - 1.210 (0,01%)
- остали - 17.129 (0,21%)
- национално неопредељени - 10.906 (0,13%)
- изјаснили се у смислу регионалне припадности - 4.912 (0,06%)
- непознато - 50.367 (0,62%)

- Етнички састав Србије по општинама 1991. године
- Етнички састав Србије по општинама 1991. године
- Удео Срба у Србији по општинама 1991. године

Верски састав:
- Верски састав Србије по општинама 1991. године
- Верски састав Србије по општинама 1991. године
- Удео православаца у Србији по општинама 1991. године

## Попис становништва 2002. године (без података за АП Косово и Метохија)
Укупно - 7.498.001
Етнички састав:
- Срби - 6.212.838 (82.86%)
- Мађари - 293.299 (3.91%)
- Бошњаци - 136.087 (1.82%)
- Роми - 108.193 (1.44%)
- Југословени - 80.721 (1.08%)
- Хрвати - 70.602 (0,94%)
- Црногорци - 69.049 (0,92%)
- Албанци - 61.647 (0,82%)
- Словаци - 59.021 (0,79%)
- Власи - 40.054 (0,53%)
- Румуни - 34.576 (0,46%)
- Македонци - 25.847 (0,35%)
- Бугари - 20.497 (0,27%)
- Буњевци - 20.012 (0,27%)
- Муслимани - 19.503 (0,26%)
- Русини - 15.905 (0,21%)
- Украјинци - 5.354 (0,07%)
- остали - 14.191 (0,19%)
- изјашњени у смислу регионалне припадности - 11.485 (0,15%)
- национално неопредељени - 107.732 (1,44%)
- непознато - 75.483 (1,01%)

- Етнички састав Србије по насељима 2002. године
- Етнички састав Србије по насељима 2002. године
- Етнички састав Србије по општинама 2002. године

- Етнички састав Србије по општинама 2002. године
- Етнички састав Србије по општинама 2002. године
- Удео Срба у Србији по општинама 2002. године

Језички састав:
- Језички састав Србије по општинама 2002. године
- Језички састав Србије по општинама 2002. године
- Удео српског језика у Србији по општинама 2002. године

Верски састав:
- Верски састав Србије по општинама 2002. године
- Верски састав Србије по општинама 2002. године
- Удео православаца у Србији по општинама 2002. године

## Попис становништва 2011. године
На попису становништва одржаном на територији Србије од 1. до 15. октобра 2011. године, пописано је 4,15% особа мање него на претходном попису. Узрок овоме био је негативни природни прираштај, као и делимични бојкот пописа.

### Национална припадност
Према националној припадности, као Срби изјаснило се 83,3% особа, а још 20 етничких заједница имало је по више од 2.000 припадника. Примећен је веома велики раст броја особа које су се изјасниле по регионалној припадности, као и оних који се нису изјаснили. Осим тога, забележен је велики пораст броја особа изјашњених као Горанци и Роми. Највећи пад броја припадника био је међу Југословенима и Црногорцима:
| Националност           | Број      | Удео   | Промена 2002–2011. |
| ---------------------- | --------- | ------ | ------------------ |
| Срби                   | 5.988.093 | 83,32% | -3,62%             |
| Мађари                 | 253.899   | 3,53%  | -13,43%            |
| Роми                   | 147.604   | 2,05%  | +36,43%            |
| Бошњаци                | 145.278   | 2,02%  | +6,75%             |
| Хрвати                 | 57.900    | 0,81%  | -17,99%            |
| Словаци                | 52.750    | 0,73%  | -10,63%            |
| Црногорци              | 38.527    | 0,54%  | -44,2%             |
| Власи                  | 35.330    | 0,49%  | -11,79%            |
| Румуни                 | 29.332    | 0,41%  | -15,17%            |
| Југословени            | 23.303    | 0,32%  | -71,13%            |
| Македонци              | 22.755    | 0,32%  | -11,96%            |
| Муслимани              | 22.301    | 0,31%  | +14,35%            |
| Бугари                 | 18.543    | 0,26%  | -9,53%             |
| Буњевци                | 16.706    | 0,23%  | -16,52%            |
| Русини                 | 14.246    | 0,20%  | -10,43%            |
| Горанци                | 7.767     | 0,11%  | +69,58%            |
| Албанци†               | 5.809     | 0,08%  | /                  |
| Украјинци              | 4.903     | 0,07%  | -8,42%             |
| Немци                  | 4.064     | 0,06%  | +4,18%             |
| Словенци               | 4.033     | 0,06%  | /                  |
| Остали*                | 17.558    | 0,24%  | +26,12%            |
| Регионална припадност* | 30.771    | 0,43%  | +167,92%           |
| Неизјашњени            | 160.346   | 2,23%  | +48,84%            |
| Непознато*             | 81.740    | 1,14%  | +8,29%             |
| Укупно                 | 7.186.862 | 100%   | -4,15%             |

Напомене:

† - непотпун обухват

* - у категорију Остали сврстане су етничке заједнице које имају по мање од две хиљаде припадника (Ашкалије, Цинцари, Чеси, Италијани и др), као и особе које су се двојако изјасниле (Србин-Македонац, Мађар-Југословен, Црногорац-Србин и др)

* - у категорију Регионална припадност сврстане су особе које су се изјасниле по локалној припадности (нпр. Шумадинци, Војвођани, Врањанци, Ужичани, итд)

* - у категорију Непознато сврстане су особе за које није уписан одговор на питање о националној припадности, или је уписан нечитак одговор, или је уписан одговор који „не представља изјашњавање о националној припадности“ (нпр. Џедај, Ванземаљац, Црвена звезда, Земљанин, Космополит, итд)
Извор: Републички завод за статистику – Национална припадност Архивирано на веб-сајту  (19. новембар 2015), 29.11.2012.
- Етнички састав Србије по општинама 2011. године

- Етнички састав Србије по општинама 2011. године
- Етнички састав Србије по општинама 2011. године
- Удео Срба у Србији по општинама 2011. године

### Верски састав
Религија у Србији (2011)
Пописом који је 2011. године спроведен на подручју Републике Србије (без територије Косова и Метохије), обухваћена је и верска припадност становништва.
- Република Србија (без Косова и Метохије) - 7.186.862
- хришћани - 6.555.931
  - православци - 6.079.396
  - католици - 356.957
  - протестанти - 71.284
  - остали хришћани - 3.211
- исламисти - 222.828
  - муслимани - 222.828
- јудаисти - 578
  - Јевреји - 578
- источне религије - 1.237
- други - 1.776
- агностици - 4.010
- нису верници (атеисти) - 80.053
- нису се изјаснили - 220.735
- непознато - 99.714

Извор: Књига 4: Вероисповест, матерњи језик и национална припадност Архивирано 2017-01-17 на сајту 
- Верска припадност становништва Републике Србије, по општинама (2011)
- Верска припадност становништва Републике Србије, по општинама (2011)
- Удео православаца у Србији по општинама 2011. године
- Удео православаца у Србији по општинама 2011. године

### Језички састав
Општим пописом који је 2011. године спроведен на подручју Републике Србије (без територије Косова и Метохије), прикупљени су и подаци о матерњем језику становништва.
- Република Србија - 7.186.862
- Српски - 6.330.919
- Мађарски - 243.146
- Босански - 138.871
- Ромски - 100.668
- Словачки - 49.796
- Влашки - 43.095

Извор: Књига 4: Вероисповест, матерњи језик и национална припадност Архивирано 2017-01-17 на сајту 
- Језички састав Србије по општинама 2011. године
- Језички састав Србије по општинама 2011. године
- Удео српског језика у Србији по општинама 2011. године

## Попис становништва 2022. године
Попис становништва је био спроведен од 1. до 31. октобра, док је у следећим местима попис је накнадно продужен за до 7 дана: неке општине Града Београда, Ужицу, Ваљеву, Смедереву, Панчеву, Шапцу, Новом Саду и Суботици. Попис, који је првобитно био планиран за 2021. годину, због пандемије ковида 19 морао је бити одложен за октобар 2022.
Попис је показао даљи пад становништва у Србији, који је у међупописним периоду износио 7,51%.

### Национална припадност
Срби су остали највећа етничка група у Србији, са 5.360.239 припадника односно 80,64% укупног становништва. Значајна разлика пописа 2022. године у односну на претходне је велики број непознатих, који проистиче из широке примене административних извора за прикупљане података о грађанима који нису могли, или нису желели да учествују у попису
| Националност           | Број      | Удео   | Промена 2011–2022. |
| ---------------------- | --------- | ------ | ------------------ |
| Срби                   | 5.360.239 | 80,64% | -10,49%            |
| Мађари                 | 184.442   | 2,77%  | -27,36%            |
| Роми                   | 131.936   | 1,98%  | -10.61%            |
| Бошњаци                | 153.801   | 2,31%  | +5,87%             |
| Хрвати                 | 39.107    | 0,59%  | -32,46%            |
| Словаци                | 41.730    | 0,63%  | -20,89%            |
| Црногорци              | 20.238    | 0,30%  | -47.47%            |
| Власи                  | 21.013    | 0,32%  | -40,52%            |
| Румуни                 | 23.044    | 0,35%  | -21,44%            |
| Југословени            | 27.143    | 0,41%  | +16,48%            |
| Македонци              | 14.767    | 0,22%  | -35,10%            |
| Муслимани              | 13.011    | 0,20%  | -41,66%            |
| Бугари                 | 12.918    | 0,19%  | -30,33%            |
| Буњевци                | 11.104    | 0,17%  | -33,53%            |
| Русини                 | 11.483    | 0,17%  | -19,39%            |
| Горанци                | 7.700     | 0,12%  | -0,86%             |
| Албанци†               | 61.687    | 0,93%  | +961,92%           |
| Украјинци              | 3.969     | 0,06%  | -19,05%            |
| Немци                  | 2.573     | 0,04%  | -36,69%            |
| Словенци               | 2.829     | 0,04%  | -29,85%            |
| Руси                   | 10.486    | 0,16%  | +222.94%           |
| Остали*                | 21.643    | 0,33%  | +23,27%            |
| Регионална припадност* | 11.929    | 0,18%  | -61,23%            |
| Неизјашњени            | 136.198   | 2,05%  | -15,06%            |
| Непознато*             | 322.013   | 4,84%  | +293,95%           |
| Укупно                 | 6.647.003 | 100%   | -7,51%             |

Напомене:

† - бојкот пописа 2011.

* - у категорију Остали сврстане су етничке заједнице које имају по мање од две хиљаде припадника (Ашкалије, Цинцари, Чеси, Италијани и др), као и особе које су се двојако изјасниле (Србин-Македонац, Мађар-Југословен, Црногорац-Србин и др)

* - у категорију Регионална припадност сврстане су особе које су се изјасниле по локалној припадности (нпр. Шумадинци, Војвођани, Врањанци, Ужичани, итд)

* - у категорију Непознато сврстане су особе за које није уписан одговор на питање о националној припадности, или је уписан нечитак одговор, или је уписан одговор који „не представља изјашњавање о националној припадности“ (нпр. Џедај, Ванземаљац, Црвена звезда, Земљанин, Космополит, итд)

## Пројекцијa
Републички завод за статистику Србије је 2022. уз попис објавио и пројекцију кретања становништва до 2053. године.
| Година | Процена становништва | Процена становништва | Процена становништва |
| Година | Оптимистична         | Средња               | Песимистична         |
| ------ | -------------------- | -------------------- | -------------------- |
| 2002.  | 7.498.001            | 7.498.001            | 7.498.001            |
| 2011.  | 7.186.862            | 7.186.862            | 7.186.862            |
| 2020.  | 6.647.003            | 6.647.003            | 6.647.003            |
| 2032.  | ~6.250.000           | 6.200.655            | ~6.050.000           |
| 2042.  | ~5.800.000           | 5.679.468            | ~5.400.000           |
| 2053.  | 5.516.351            | 5.186.656            | 4.695.445            |